# Cranbrook, Kent
Cranbrook är en småstad i grevskapet Kent i sydöstra England. Staden ligger i distriktet Tunbridge Wells och civil parishen Cranbrook & Sissinghurst, cirka 61 kilometer sydost om centrala London. Tätorten (built-up area) hade 3 963 invånare vid folkräkningen år 2021.